# Louis de Chénier
Louis de Chénier (Montfort (Aude), 8 de juny de 1722 - París, 15 de maig de 1796), fou un diplomàtic i escriptor francès, pare dels cèlebres poetes, polítics i militars; Louis Salvador, André i Marie-Joseph.
Sent molt jove es traslladà a Constantinoble on entrà en un comerç de teixits, casant-se poc temps després amb la filla del propietari, aquest matrimoni donà el fruit de tres fills barons. Louis retornà a França amb tota la família el 1765. Dos anys més fou nomenat conseller general de França prop de l'emperador del Marroc, càrrec que desenvolupà durant quinze anys, a la fi dels quals se li concedí la jubilació en contra de la seva voluntat, ja que la pensió de 6.000 lliures que se li assignà era insuficient per a mantenir la seva nombrosa família.
Durant la Revolució fou individu del primer Comitè de vigilància i el 1793 manifesta la seva simpatia pels girondins. En ser empresonat el seu fill André, a Paissy, posà en joc totes les seves influències per a endolcir la sort del cèlebre poeta, però les seves gestions donaren un resultat contraproduent i no feren més que precipitar el fallo del tribunal, causant-li tal sentiment la mort del seu fill, que no li va sobreviure nomes uns mesos.
Va escriure:
- Recherches historiques sur les maures (1787);
- Histoire de l'empire du Maroc (1787) ;
- Révolutions de l'empire ottoman (1787);
- Idées pour un cahier du tiers état de la ville de Paris (1789).

La seva esposa Isabel Santi Lomaca de Chénier, (Constantinoble 1729-1808). El 1765 acompanya al seu marit a París i allà es dedicà a l'educació dels seus fills i al cultiu de la història i arqueologia grega, proporcionant molts elements a Guys per la seva obra Voyage littéraire de la Grèce (1711).